# 범우교통
범우교통(凡宇交通)은 부산진구에 위치한 마을버스 운수업체이며 대표는 오성택이다. 계열사는 범양버스가 있다.

## 차고지
- 부산광역시 부산진구 양성로 44 (양정동)

## 노선
- 부산진구 12번
- 부산진구 12-1번
- 부산진구 2번
- 부산진구 1번